# Daria (namn)

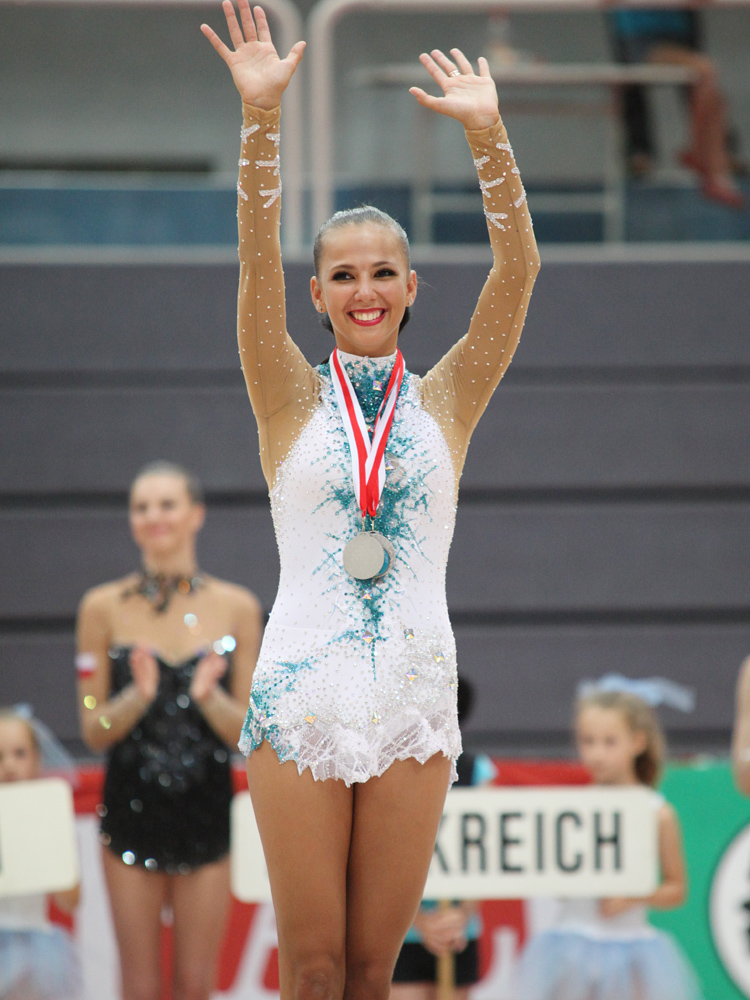
Daria Dmitrieva

Daria är ett kvinnonamn, med ursprung i persiskan. Den maskulina formen av namnet är Darius. Namnet är vanligt i länder som Ryssland, Grekland, Poland och Iran.
Den 31 december 2014 fanns det totalt 546 kvinnor folkbokförda i Sverige med namnet Daria, varav 430 bar det som tilltalsnamn.
Svensk namnsdag saknas.

## Personer med namnet Daria
- Daria Dmitrieva, rysk gymnast
- Daria Gaiazova, rysk-kanadensisk skidåkare
- Daria Kinzer, kroatisk sångerska
- Daria Werbowy, ukrainsk-kanadensisk modell

## Fiktiva personer med namnet Daria
- Daria Morgendorffer, huvudpersonen i Daria en animerad TV-serie